# Готти, Массимилиано
Массимилиано Готти или Мариус Готти (итал. Massimiliano Gotti, фр. Marius Gotti, годы жизни неизвестны) — французский шахматист итальянского происхождения. Бронзовый призер чемпионата Франции 1938 г. В составе сборной Франции участник неофициальной шахматной олимпиады 1936 г. и международных командных матчей (в первую очередь, со сборной Чехословакии в 1947 г.).
Сведения о биографии шахматиста крайне скудны.

## Спортивные результаты
| Год  | Город  | Соревнование                                                   | + | − | = | Результат | Место |
| ---- | ------ | -------------------------------------------------------------- | - | - | - | --------- | ----- |
| 1936 | Мюнхен | Неофициальная шахматная олимпиада (сборная Франции, 6-я доска) |   |   |   | [ 1 ]     |       |
| 1938 | Ницца  | Чемпионат Франции                                              | 6 | 2 | 3 | 7½ из 11  | 3     |
| 1947 | Париж  | Матч Франция — Чехословакия (против Л. Потучека)               | 0 | 1 | 1 | ½ из 2    |       |